# آموس بیووت
آموس بیووت (انگلیسی: Amos Biwott؛ زادهٔ ۸ سپتامبر ۱۹۴۷) دونده دو نیمه‌استقامت اهل کنیا بود.